# Khadija al-Salami
Pour les articles homonymes, voir Khadija.
Khadija al-Salami (en arabe خديجة السلامي) est une réalisatrice née en 1966 à Sanaa au Yémen. C'est la première réalisatrice yéménite[réf. nécessaire]. Elle vit à Paris.

## Biographie
Née dans le plus pauvre des pays arabes, où 70 % de la population féminine est analphabète, elle est mariée à 11 ans. Elle est finalement renvoyée chez sa mère et obtient le divorce. Elle a la possibilité de travailler dans une télévision locale. À 16 ans, elle part étudier au Mount Vernon College for Women, à Washington. En 2006, elle est directrice du Centre de communication et de culture du Yémen à Paris.
Elle est la fondatrice de l'association My Future, qui soutient l’éducation des petites filles.

## Filmographie
Chacun de ses films ou documentaires parle de femmes hors du commun qui veulent vivre librement.
- 1991 : Hadramaout: Crossroads of Civilizations
- 1994 : Le Pays suspendu
- 1995 : Femmes de l'islam
- 1997 : Land of Sheba
- 2000 : Yemen of a Thousand Faces
- 2005 : Une étrangère dans sa ville
- 2006 : Amina
- 2014 : Moi Nojoom, 10 ans, divorcée, à partir du livre Moi, Nojoud, 10 ans, divorcée de Nojoud Ali.

La réalisation du film Moi Nojoom, 10 ans, divorcée a été difficile. Il a fallu à Khadija al-Salami quatre ans d'efforts pour le financer. Ce film lui rappelait des souvenirs personnels douloureux. Lors du tournage au Yémen, le sujet étant tabou, elle maintint la plus grande discrétion pour éviter les foudres des intégristes et les attentats d'Al-Qaïda, toujours proches. Autour d'elle, lorsque les personnes apprenaient le véritable sujet du film, elle suscitait la peur, y compris parmi ses collaborateuris. L'électricité étant absente des zones rurales où le tournage avait lieu, son matériel suscitait une énorme curiosité de la part des habitants, et l'équipe a du même faire face à des vols.

## Publications
Elle a co-écrit :
- La Rosée du matin, avec Nada Al-Ahdal, Michel Lafon, 176 p.
- Gladiateures : ouvrage collectif de Chantal Legendre, Fâtima Al-Ashabî, Maram Al-Masri, Ebtessam Al Mutawakkel, Jaleh Chegeni, Jeanne Cordelier, Stéfani Debout, Cécile Gonard, Touria Ikbal, Leïla Ilhane, Marie-Zoë Legendre, Marion Sellenet, Les éditions de la souris, 2010  (ISBN 2-9525878-5-X).

## Distinctions
- Ordre des Arts et des Lettres
- Ordre national de la Légion d'honneur